# Estación de Épila
Estación de Épila vasútállomás Spanyolországban, Épila településen a Madrid–Barcelona-vasútvonalon.

## Kapcsolódó állomások
A vasútállomáshoz az alábbi állomások vannak a legközelebb:
- Estación de Salillas de Jalón